# Broncho Billy’s Heart
Broncho Billy’s Heart ist ein US-amerikanischer Stummfilm aus dem Jahr 1912. Regie führte Gilbert M. Anderson, der auch die Hauptrolle des Broncho Billy spielte. Weitere Hauptrollen spielten Arthur Mackley, Julia Mackley und Fred Church.

## Handlung
Der alte Siedler Silas Jordan stellt fest, dass sein Pferd seinen schweren Wagen nicht mehr ziehen kann, und entdeckt das wohlgenährte Pferd des Ranchers Jim Davis, das am Wegesrand angebunden ist. Jordan spannt das Pferd ungefragt an seinen Wagen und reitet weiter. Ein paar Stunden später treffen Jordan und seine Familie auf Broncho Billy, der mit ihnen zu Abend isst. Nach dem Essen verabschiedet sich Broncho von Jordan und reitet weiter.
Am späten Nachmittag trifft Broncho auf Jim Davis und eine Gruppe seiner Cowboys, die auf der Suche nach dem verschwundenen Pferd sind. Davis erzählt Broncho von dem Vorfall und schwört, dass sie den Dieb aufhängen werden. Dann fällt Broncho plötzlich ein, dass Jordans weißes Pferd auf Davis’ Beschreibung passt und dass ein weiteres Pferd hinter dem Wagen angebunden war.
Broncho ist sich der Gefahr bewusst, die dem alten Siedler droht, wenn er erwischt wird. Er reitet Jordan hinterher und überredet ihn, die Pferde zu tauschen. Broncho lässt das weiße Pferd auf dem Pfad frei und findet in der Nähe einen guten Schlafplatz für die Nacht. Gerade hat er seinen Kopf auf den Sattel gelegt, als er Davis und seine Cowboys herangaloppieren sieht, die das Pferd identifizieren und in der Annahme, es habe sich nur verirrt, den Pfad wieder hochgaloppieren. Mit einem tiefen Seufzer der Zufriedenheit zündet sich Broncho eine Zigarette an und pafft zufrieden, wobei ein grimmiges Lächeln über sein braunes Gesicht huscht.